# (35167) 1993 RX13
1993 RX13 (asteroide 35167) é um asteroide da cintura principal. Possui uma excentricidade de 0.09531980 e uma inclinação de 1.11286º.
Este asteroide foi descoberto no dia 14 de setembro de 1993 por Henri Debehogne e Eric Walter Elst em La Silla.